# Банке, Андерс
А́ндерс Ба́нке (родился 2 августа 1969 года) — шведский кинорежиссёр.

## Биография
Банке родился и вырос в Истаде и с детства интересовался кино. Он прошёл режиссёрскую подготовку во ВГИКе в Москве, там же научился говорить по-русски. Там он встретился со своим другом и будущим соавтором Крисом Марисом. В 1998 году ему на глаза попался сценарий комедии-ужаса Даниэля Оянлатвы о городе к северу от полярного круга, который терроризируют вампиры. Банке понравилась идея, и он вместе с Оянлатвой потратил несколько лет на переработку сценария. Так как шведская киноиндустрия не часто одобряет фильмы ужасов и жанровое кино в целом, Банке пришлось потратить много усилий, чтобы привлечь к фильму внимание. В конце концов, в 2004 году ему удалось получить финансирование, необходимое, чтобы привлечь продюсеров в проект, можно было приступать к съёмкам. Фильм был первым кино о вампирах в Швеции.
Как и ожидалось, фильм не попал в прокат, зато стал наиболее популярным шведским фильмом года, продавался в более чем 40 странах, что намного выше показателей среднестатистического шведского фильма. Благодаря этому успеху Банке предложили работу по ремейку гонконгского фильма «Breaking News», получившим название «Горячие новости».
Затем Андерс Банке начал работать над новой шведской комедией-ужасом под названием «Внезапное лето», написанной Даниэлем Оянлатвой. По словам писателя сценария, фильм должен был быть снят в 2012 или 2013 году.
Банке также работал над съёмкой 8-серийного фильма под названием «Чернобыль» для российского национального телеканала ТНТ. Съёмки начались летом 2012 года.

## Фильмография
- 2004 — Джон Хау: Туда и обратно / John Howe: There and Back Again
- 2006 — 30 дней до рассвета
- 2009 — Горячие новости
- 2014 — Чернобыль. Зона отчуждения